# Samborombónbukten

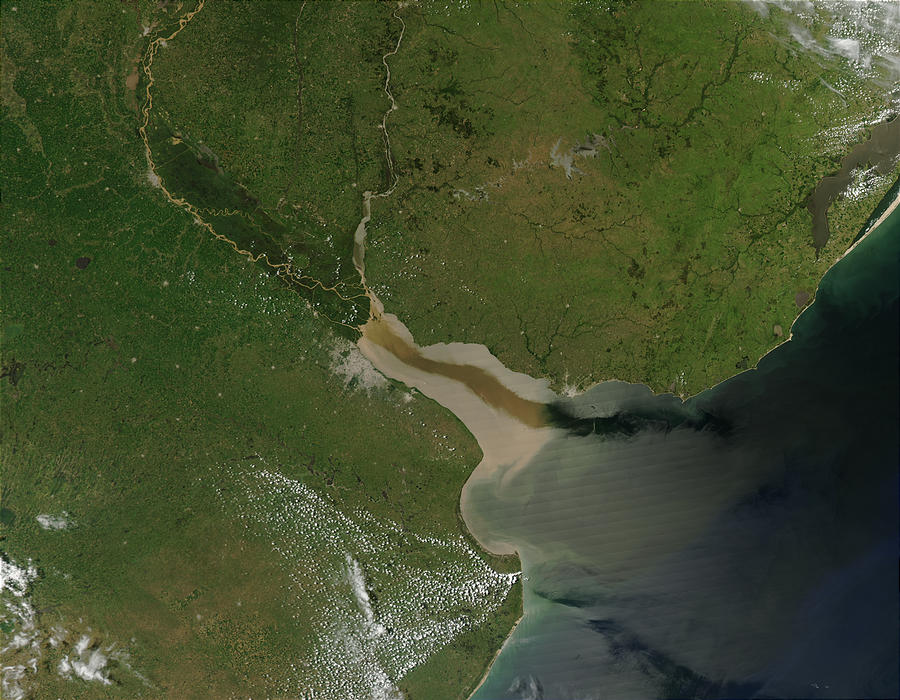
Río de la Platas utlopp. Samborombónbukten är den C-formade bukten mitt i bilden.

Samborombónbukten är en bukt vid Argentinas kust mot Atlanten, söder om mynningen av Río de la Plata ungefär 150 km sydöst om Buenos Aires.